# Jordaki Wassilko von Serecki

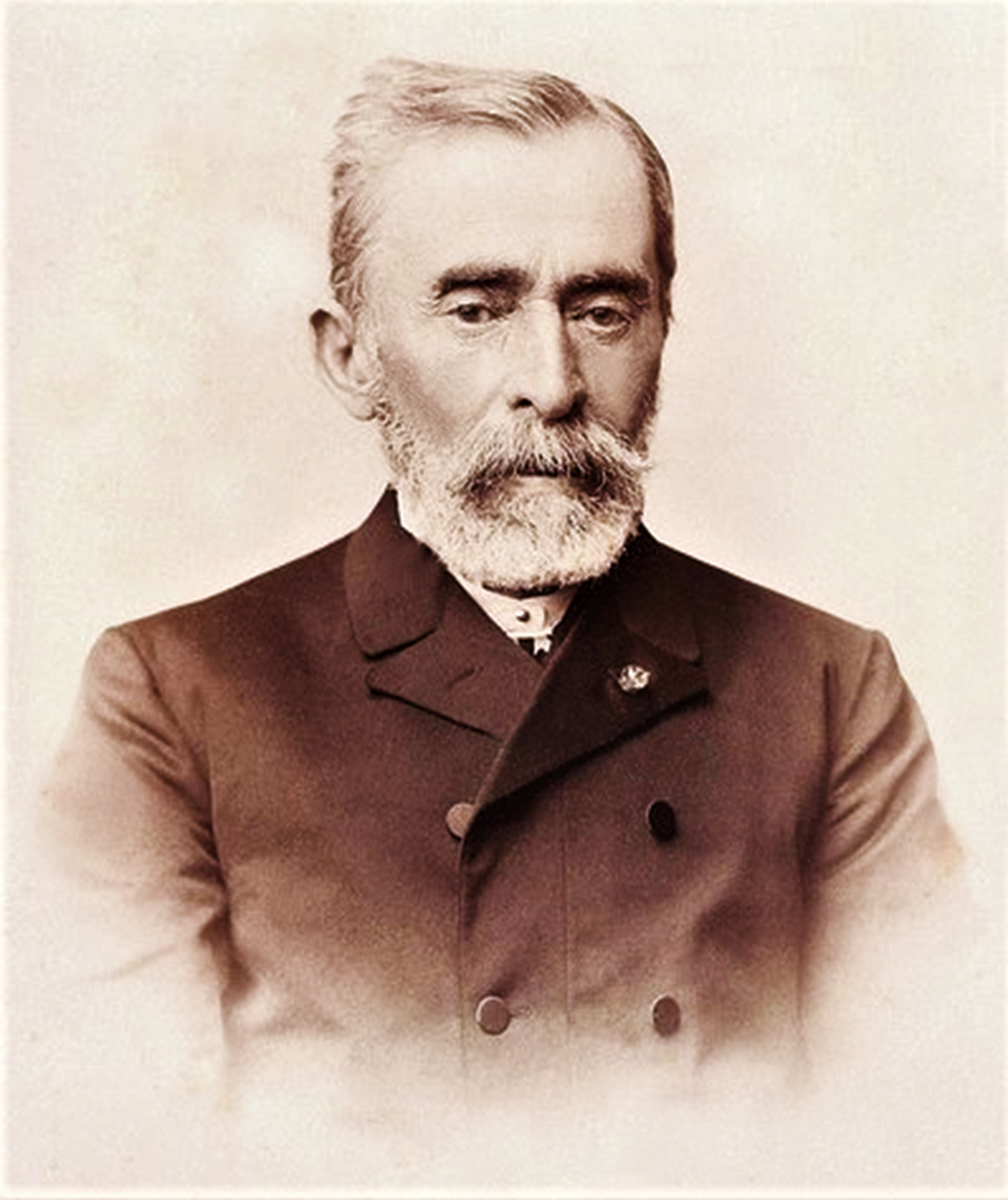
Iordachi Freiherr Wassilko von Serecki, 1860

Freiherr Jordaki Wassilko von Serecki (* 4. März 1795 in Berhometh; † 6. November 1861 in Czernowitz) war ein österreichisch-rumänischer Großgrundbesitzer, Politiker und Mitglied des Herrenhauses des österreichischen Reichsrats aus der Familie Wassilko.

## Leben

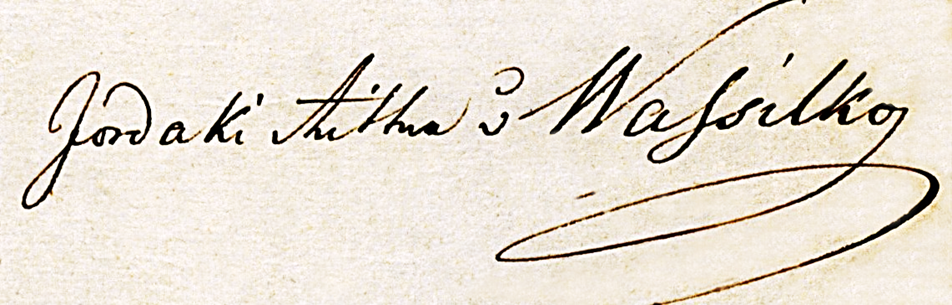
Iordaki von Wassilko, Autograph 1854

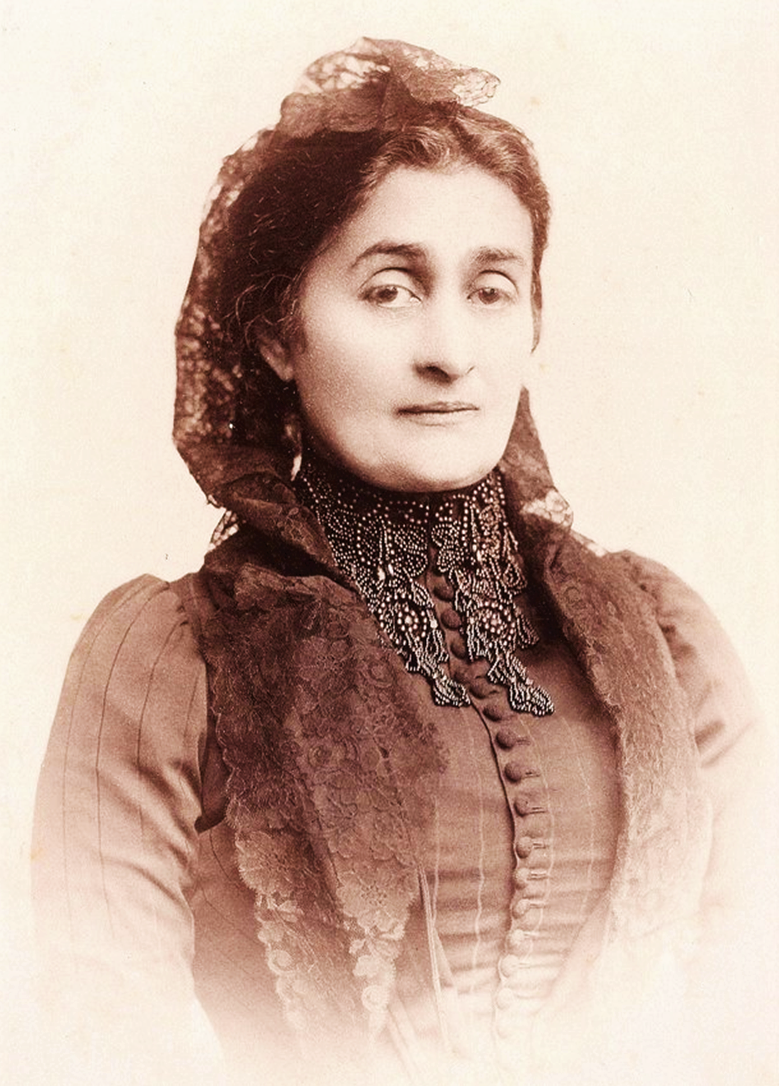
Anna von Kalmucki

Jordaki wurde von Privatlehrern erzogen und verwaltete nach dem Tod seines Vaters Basil Ritter von Wassilko (1761–1825) seinen Besitz. In Rohozna heiratete er am 15. November 1826 Anna Pulcheria von Kalmucki (* 3. November 1811 in Rohozna/Bukowina; † 22. August 1896 in Czernowitz).
Als einer der ersten Grundbesitzer ließ er mit einem auf vorerst 20 Jahre laufenden Vertrag vom 10. März 1837 deutsche Familien in der Bukowina an der Mihodra bei Berhometh siedeln. Er verpachtete Grund, 246 Faltschen und verlieh dazu Holzrechte für zu dieser Zeit preisgünstige ein bis zwei Gulden im Monat. In Mihodra wohnten per 1844 verteilt auf 30 Hausnummern und 36 Wohnparteien, insgesamt 161 Personen.
In den 1840er Jahren begann Jordaki mit dem Ausbau und der Erweiterung seines Herrenhauses und legte somit den Grundstein für das zukünftige Schloss Berhometh. Lopuszna (Lăpușna oder Lopușna), mit seinem „besonderen Wasser“, ließ er zum Heilbad ausbauen. Dort wurde unter anderem auch die Hydrotherapie nach Prießnitz angewendet. Der Kurort wurde als solches stark aufgewertet, als am 3. und 4. August 1855 der designierte Kronprinz Karl Ludwig von Österreich Gast des Jordaki war und auch das Bad besuchte. Dort gestattete er, den dortigen Heilbrunnen „Carl-Ludwig-Brunnen“ zu nennen. Der Kurort durfte sich Bad Lopuschna nennen, einen Namen, den er bis zum Ende der Habsburgmonarchie trug. Er zählte damals und heute wieder zu den bedeutendsten Kurorten der Bukowina.
Iordaki war Kirchenpatron der Pfarrei St. Nikolaus in Berhometh. Im Jahr 1843 hatte die (orthodoxe) Kirche zusammen mit Schipoth (Șipotele pe Siret), Mazuri, Bursuci und Lopuszna (Lăpușna) 2.236 Gemeindemitglieder. Auch sorgte er für den Bau einer Schule, die 1861 mit sechs Klassen eingeweiht wurde.

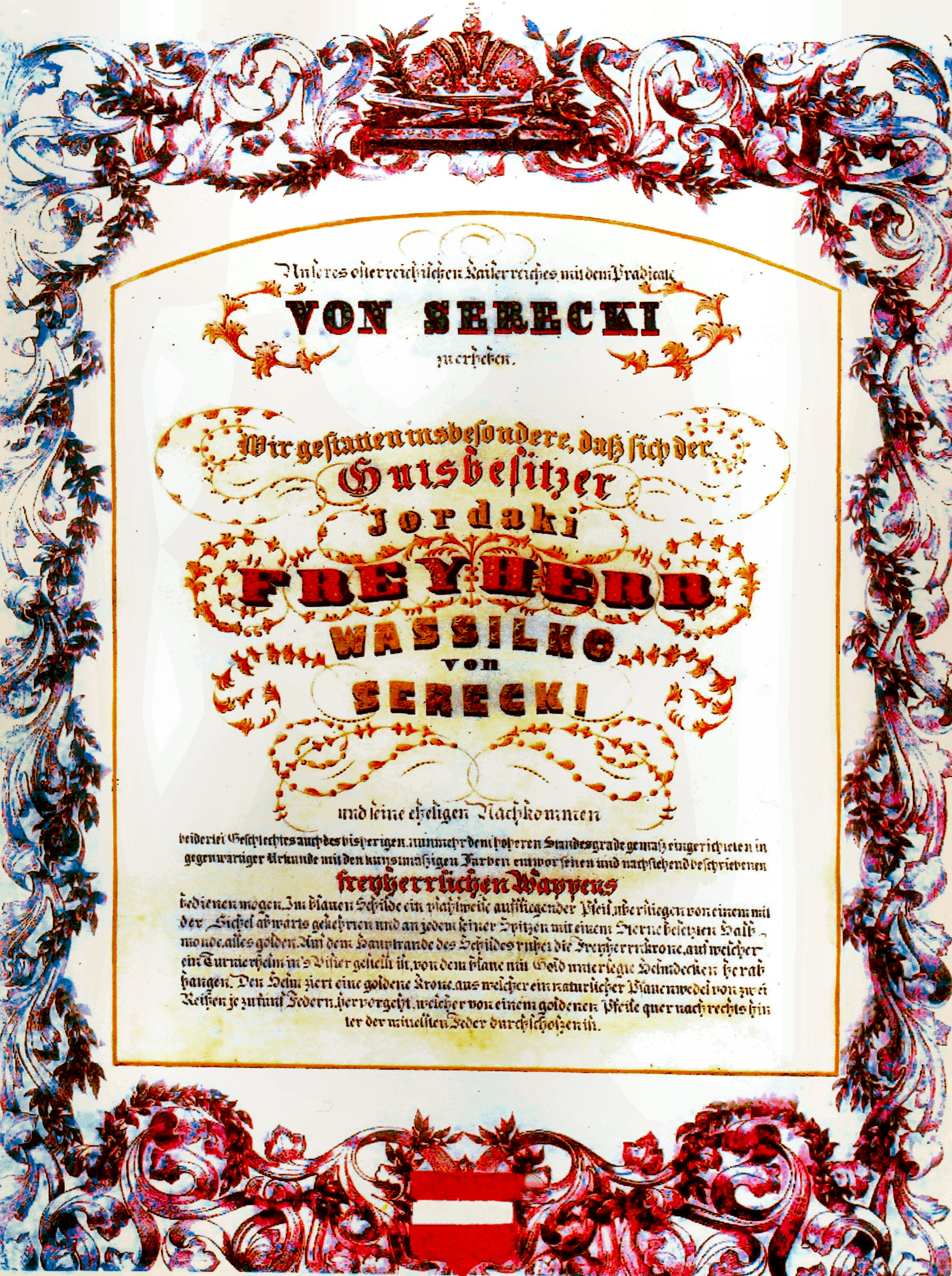
Auszug aus dem Freiherrenstandsdiplom für Jordaki Wassilko von Serecki, 1855

Die Petition an den Kaiser von Österreich, nachdem die galizische Provinz Bukowina in ein Herzogtum der Krone mit gleichem Namen umzuwandeln sei, wurde von vielen angesehenen rumänischen Adligen und Würdenträgern aus der Bukowina unterstützt und unterschrieben, darunter Eudoxius von Hormuzaki, mit seinen Brüdern Alexander, Constantin, Georg und Nikolaus. Die Petition wurde von Jordaki 1849 in Deutsch und Rumänisch unter dem Titel „Promemoria zur Bukowiner Landespetition vom Jahre 1848“/ „Promemoria privind petiția țării (landului) Bucovinei din anul 1848“ postuliert und geschrieben. Dieser Akt wurde konfirmiert, jedoch erst im Jahre 1861 umgesetzt.
Der Adlige war seit 1854 Träger des Ordens der Eisernen Krone 3. Klasse. Er wurde durch die Allerhöchster Entschließung von Kaiser Franz Joseph I. am 14. Juli 1855 mit dem Adelsprädikat „von Serecki“ in den österreichischen Freiherrenstand erhoben. Der Freiherrentitel galt für ihn und seine leiblichen Nachfahren.
Am 13. Dezember 1860, nach Installierung der zentralistischen Regierung des Anton von Schmerling in Österreich, ergaben sich neue Perspektiven zu einer positiven Lösung für das Problem des Status der Bukowina. Am 27. Dezember hielt sodann der föderalistisch eingestellte Freiherr auf seinem Gut in Berhometh eine Konferenz mit Vertretern der Stadt Czernowitz und des Bukowiner Bojarentums ab, mit dem Ziel, ein neues Memorandum für die Bukowina auszuarbeiten.
Der Freiherr war bis 1861 langjähriger Abgeordneter des Staatsrats (später Reichsrats) gewesen. Mit der Gründung am 18. April 1861 zog er, nur wenige Monate vor seinem Tod, als der erste und einzige Bukowinaer dieser Zeit „auf Lebenszeit“ in das neu instituierte Oberhaus des Österreichischen Reichsrates, das sogenannte Herrenhaus, ein.
In der Nacht zum Mittwoch, den 6. November erlitt der Baron einen heftigen Schlaganfall, dem er erlag. Er wurde drei Tage später mit großem Pomp auf dem familieneigenen Friedhof in Berhometh beigesetzt. Der Grabstein ist nicht mehr erhalten. Sein sehnlichster Wunsch, ein Fideikommiss für seinen ältesten Sohn Alexander zu errichten, blieb zu seinen Lebzeiten unerfüllt.
Von seinen vier Söhnen setzte nur der oben erwähnte Alexander das Geschlecht fort. Dessen Antrag auf die Errichtung eines Familienfideikommisses wurde am 10. November 1888 stattgegeben und er nannte es seinem Vater zu Ehren „Jordaki Freiherr von Wassilko-Serecki’sche Realfideicomiss“.

## Wappen
| Wappen der Freiherren Wassilko von Serecki, 1855 | Blasonierung: „Ein blauer Schild, in welchem ein aufgerichteter Pfeil von einem mit der Sichel abwärtsgekehrten, und an jeder seiner Spitzen mit einem Sterne besetzten Halbmonde, alles golden. Auf dem Hauptrande des Schildes ruhet die goldene Freyherrnkrone auf welcher ein Turnierhelm ins Visier gestellt ist, von dem blaue, mit Gold unterlegte Helmdecken herabhängen. Den Helm ziert eine goldene Krone aus welchem ein natürlicher Pfauenwedel, zwei Reihen zu je fünf Federn, hervorgeht, welcher von einem goldenen Pfeil quer nach rechts hinter der mittelsten durchschossen ist.“ |
| Wappen der Freiherren Wassilko von Serecki, 1855 | |

## Fotogalerie

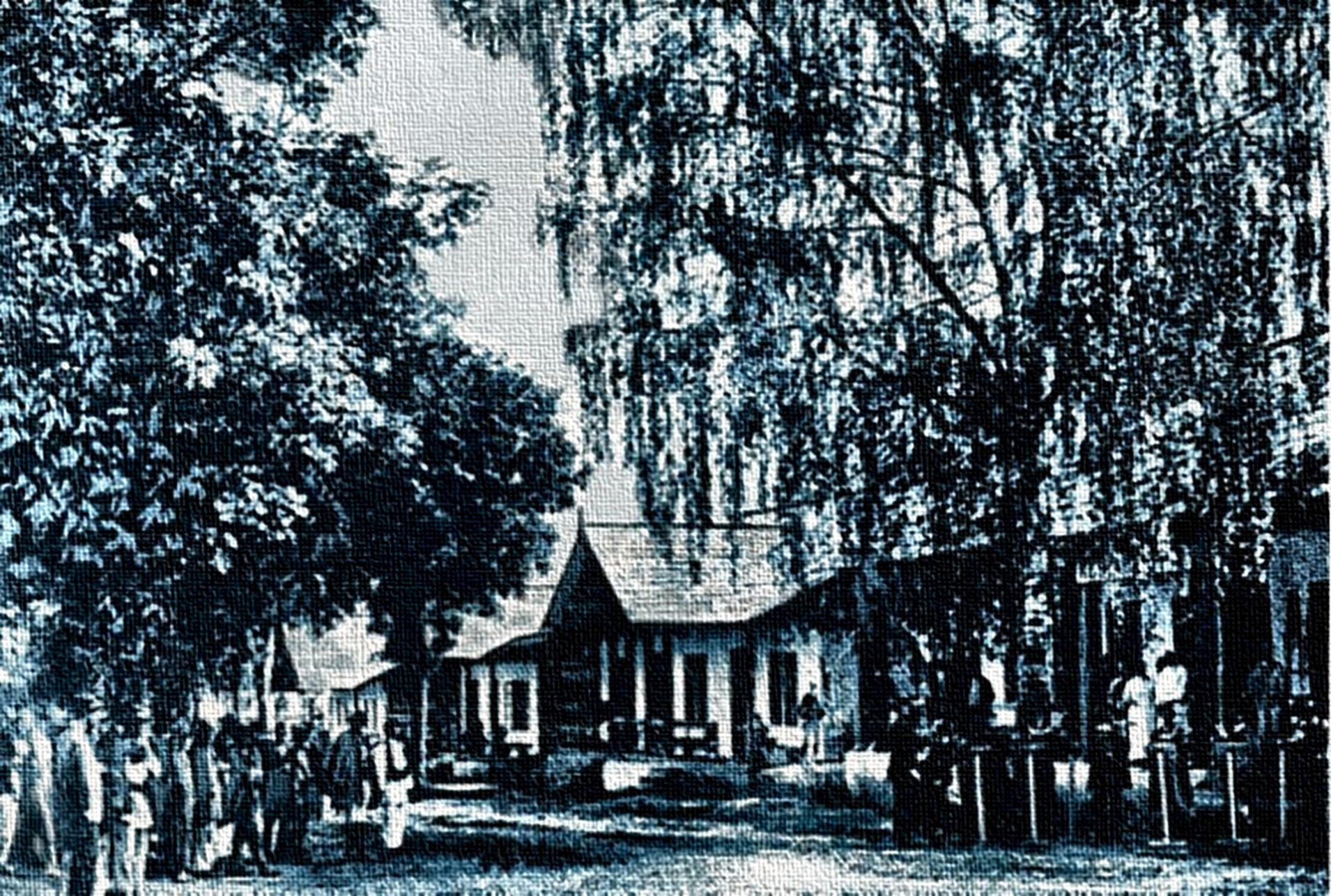
Bad Lopuszna (vor 1900)
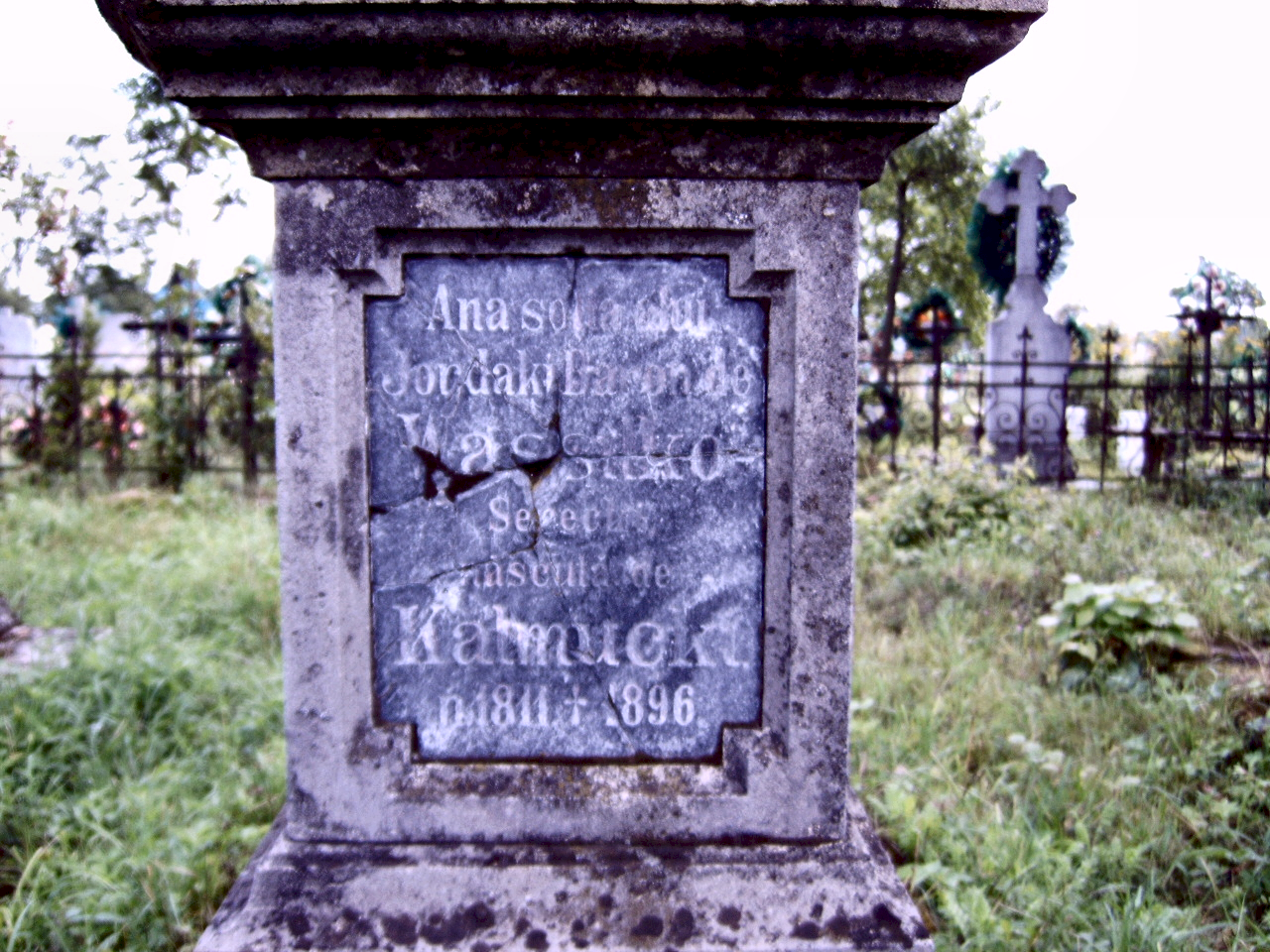
Grab der Anna von Kalmucki
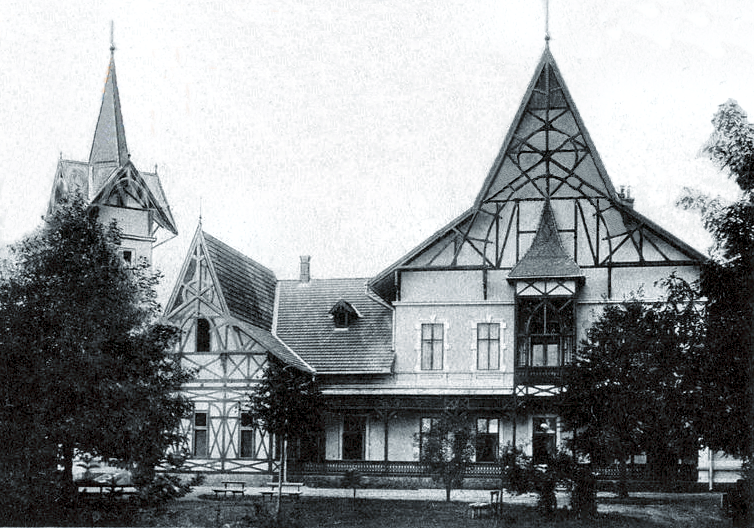
Schloss Berhometh 1900